# Межегейский сумон
Межегейский сумон — административно-территориальная единица (сумон) и муниципальное образование со статусом сельского поселения в Тандинском кожууне Тывы Российской Федерации.
Административный центр и единственный населённый пункт сумона — село Межегей.

## Население
| 2017 | 2018  |
| ---- | ----- |
| 1266 | ↗1332 |